# Matraswarte

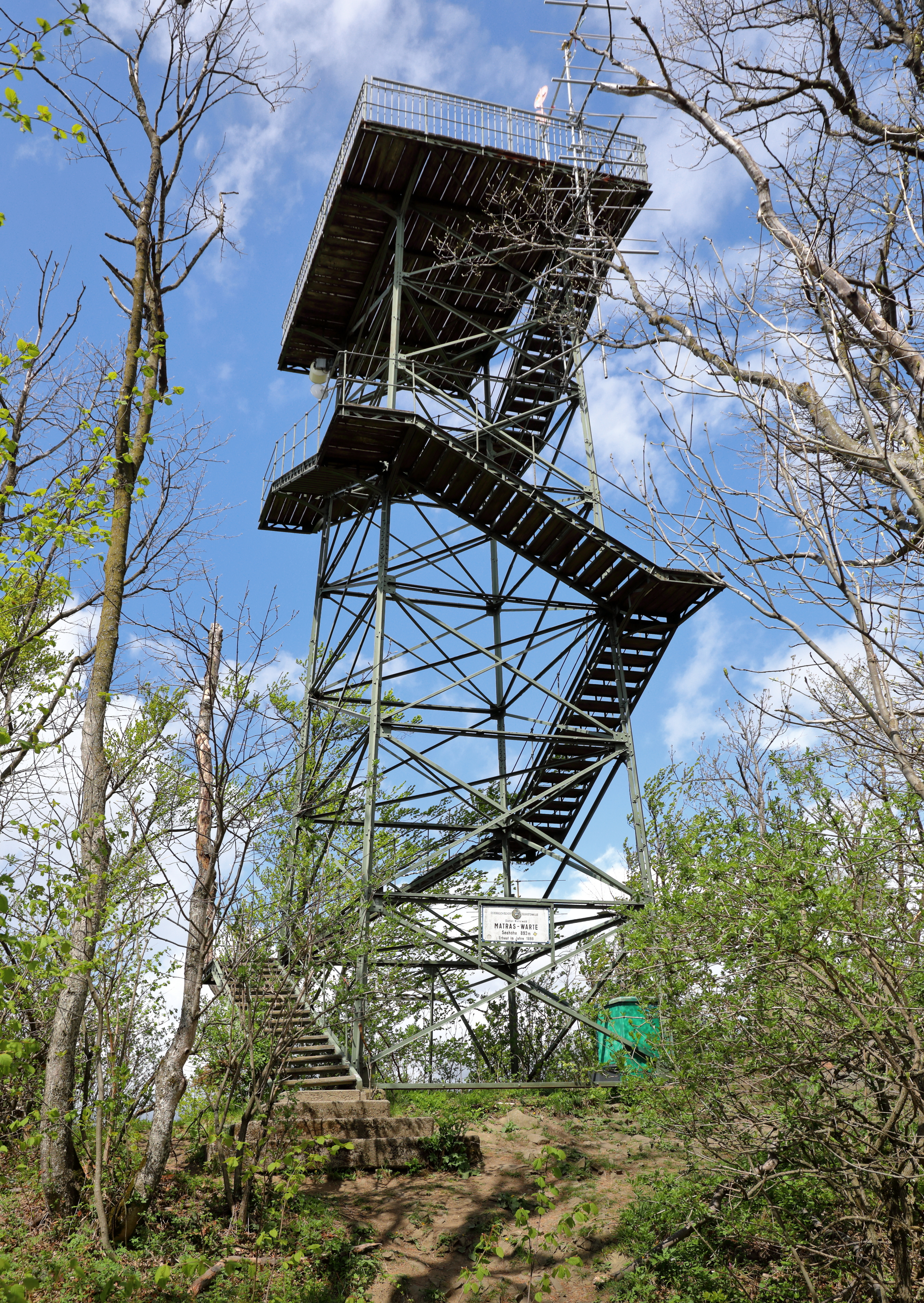
Matraswarte am Schöpfl

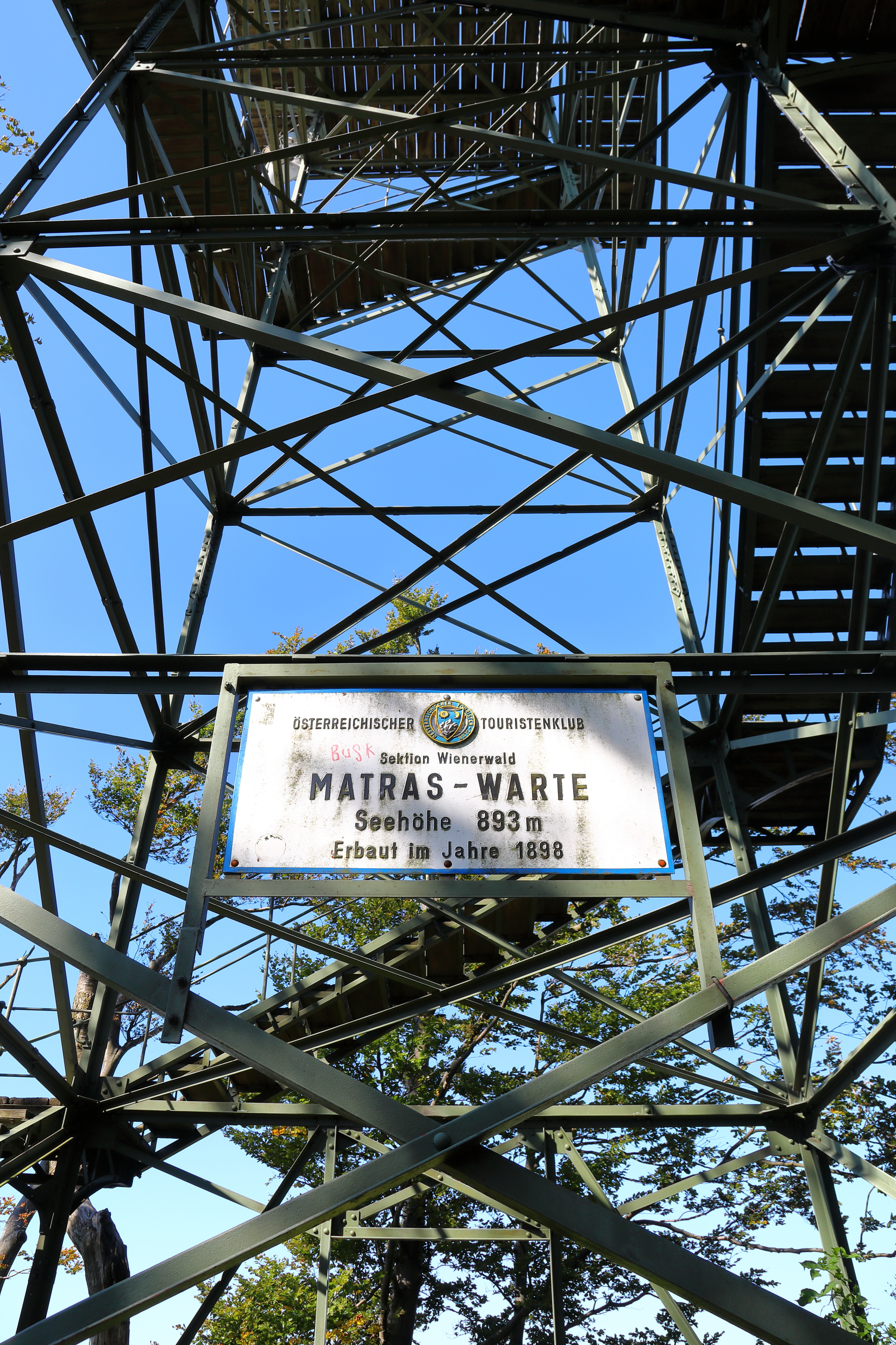
Infotafel am Fuß der Warte

Die Matraswarte ist eine 17 Meter hohe stählerne Aussichtswarte auf dem Gipfel des Schöpfls, der höchsten Erhebung im Wienerwald an der Gemeindegrenze von Altenmarkt an der Triesting und Brand-Laaben. Damit ist diese Aussichtswarte das höchstgelegene Bauwerk im Wienerwald. Sie liegt nahe dem Schöpfl-Schutzhaus.

## Geschichte
Im Jahr 1865 errichtete das kaiserlich königliche Forstärar eine Aussichtswarte auf dem höchsten Punkt des Schöpfls in 893 Metern. Dieser diente ursprünglich als Witterungsschutz für den heute noch vorhandenen Vermessungsstein. Auf Grund der guten Aussicht entwickelte sich die Warte rasch zu einem beliebten Ausflugsziel. Deshalb entschloss sich die Sektion Wienerwald des Österreichischen Touristenklubs 1897 zu einer Neuerrichtung der Warte. Die 17 Meter hohe Warte wurde im selben Jahr von der Wiener Eisenkonstruktions- und Brückenbau-Anstalt Ignaz Gridl errichtet und 1898 feierlich eröffnet. Anlässlich des fünfzigjährigen Regierungsjubiläum des Kaisers wurde sie „Kaiser Franz Joseph Warte“ getauft. 1932 wurde die Aussichtswarte in „Matras-Warte“ umbenannt, nach Franz Eduard Matras, dem ersten Präsidenten des Österreichischen Touristenklubs. Im Jahr 1945 wurde die Warte durch Kriegseinwirkungen beschädigt und 1950 wieder instand gesetzt. 1979 und 2009 wurde die Aussichtswarte renoviert.
Unmittelbar neben der Aussichtswarte befindet sich eine mit 1867 datierte steinerne Pyramide, die im Zuge der Mitteleuropäischen Gradmessung errichtet wurde.

## Ausblick
Von der Aussichtsplattform der Matras-Warte gibt es eine Panoramasicht ins Laabental, ins Weinviertel bzw. Waldviertel, die Leiser Berge, das Leithagebirge, hinüber zum 1969 erbauten Leopold-Figl-Observatorium, zu den Gutensteiner und Türnitzer Alpen, auf den Schneeberg, die Rax und den Ötscher. An besonders klaren Tagen kann man sogar Hochschwab und Totes Gebirge erahnen.